# Moscow Mathematical Journal
Moscow Mathematical Journal is een internationaal, aan collegiale toetsing onderworpen wetenschappelijk tijdschrift op het gebied van de wiskunde. De naam wordt in literatuurverwijzingen meestal afgekort tot Moscow Math. J. Het tijdschrift is opgericht in 2001. Het wordt uitgegeven door de Independent University of Moscow. De verspreiding wordt verzorgd door de American Mathematical Society.